# 토지 (소설)
《토지》는 대한민국의 소설가 박경리의 소설이다. 총 5부로 이루어져 있다.

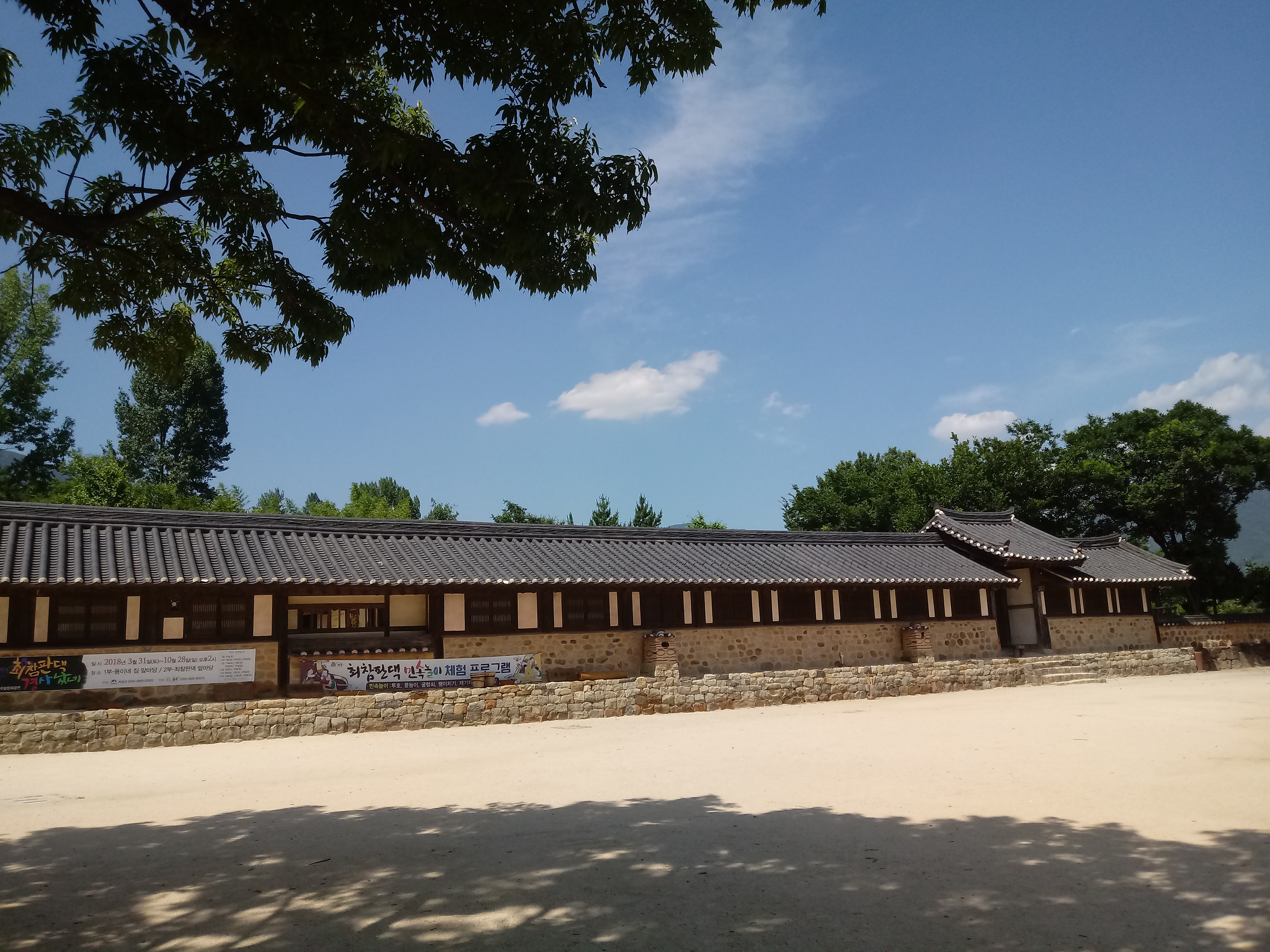
경남 하동군 최참판댁

1969년부터 1994년까지 25년 간 대하소설 《토지》를 집필하였다. 그의 대표작으로 꼽히는 이 소설은 여러 언어로 번역되어 호평을 받았으며, 1979년과 1987년에 각각 한국방송공사에서, 2004년에 SBS에서 드라마로 제작되었다. 그녀가 1980년부터 1994년 8월 15일까지 원주시 옛집에서 《토지》를 지은 일을 기념하기 위해 강원도 원주시 단구동에 토지문학공원이 조성되었고, 강원도 원주시 흥업면 매지리에 있는 토지 문화관에서 집필생활을 하였다. 또한 《토지》를 기념하며 소설의 무대가 된 경남 하동군 평사리에 소설속 최참판댁을 구현해 2001년 준공 후 일반인에게 공개했는데 이곳 최참판댁에서는 소설 《토지》와 관련된 다양한 문화 행사 및 각종 문학 체험 프로그램을 운영하고 있다.

## 줄거리
최참판 일가와 이용 일가의 가족사를 중심으로 구한말부터 일제강점기를 지나 광복까지의 내용을 다루고 있으며, 모두 5부 16권의 분량으로 구성되어 있다. 1부는 1894년 평사리에서 벌어지는 일을 중심으로 최참판 일가의 몰락을 그리고 있으며, 2부에서는 배경을 만주 용정으로 옮겨 최서희의 치부와 조준구에 대한 복수, 그리고 최서희와 두 아들을 비롯한 평사리 사람들의 귀향을 그리고 있다. 3부에서는 배경이 넓어져 만주와 일본 동경, 서울과 진주를 중심으로 이야기가 전개되며 김환(구천이)이 옥사한다. 4부에서는 김길상의 출옥과 탱화의 완성, 기화(봉순이)의 죽음, 그리고 오가다 지로와 유인실의 사랑과 갈등을 그리고 있으며, 2세대인 이 용의 아들 이홍과, 최서희와 김길상의 두 아들 최환국과 최윤국이 이야기의 전면에 서서히 등장한다. 5부에서는 제2차 세계 대전 가운데 한국인들의 고난과 기다림을 형상화하고 있으며, 주요사건은 이상현과 기화의 딸 이양현과 최윤국, 그리고 송관수의 아들 송영광의 삼각관계가 있다. 이 소설은 일본의 무조건 항복을 알리는 라디오 방송을 들은 이양현이 최서희에게 달려와 그 소식을 전하는 것으로 끝난다.

## 등장 인물

### 주요 인물
- 최서희
- 김길상
- 봉순(기화)
- 이상현

### 최참판댁 사람들
- 윤씨부인 : 서희의 할머니. 천주교 신자였던 윤씨는 1866년 병인박해를 피해 남원에서 하동 평사리로 몸을 피해야 했다.
- 최치수 : 서희의 아버지, 병약하여 제 몸도 돌보지 못함.
- 김개주
- 김환 (하인 구천이) : 윤씨부인과 김개주의 아들. 윤씨 부인댁에서 하인으로 들어와 명석한 머리로 일을 해낸다.
- 별당 아씨 : 서희의 어머니
- 조준구 : 서희의 친척
- 홍씨부인 : 조준구의 처
- 조병수 : 조준구의 자
- 삼월이
- 봉순네
- 간난할멈
- 김서방
- 김서방댁

### 평사리 사람들
- 이용
- 공월선
- 강청댁 : 이용의 처
- 칠성이
- 임이네 : 칠성의 처
- 강포수
- 귀녀
- 김평산
- 함안댁 : 김평산의 처
- 막딸네
- 두만네
- 또출네

### 서희 가족
- 최환국 : 서희의 맏아들
- 최윤국 : 서희의 둘째아들
- 이양현 : 상현과 봉순의 딸
- 황덕희 : 서희의 맏며느리
- 황태수 : 황덕희의 아버지
- 장연학 : 서희 집의 집사

### 임명희 측 사람들
- 임명희
- 임명빈
- 조용하
- 조찬하
- 노리코 : 조찬하의 처

### 그 외
- 송영광
- 강혜숙
- 송관수 : 송영광의 아버지
- 이홍 : 이용과 임이네의 아들
- 허보연 : 이홍의 처
- 염장이
- 김두수(김거복)
- 김한복
- 심금녀
- 장인걸
- 유인실
- 오가다 지로
- 정석
- 옥이네
- 옥이
- 공노인
- 방씨부인
- 공송애
- 임이
- 김훈장
- 이동진 : 이상현의 아버지
- 김두만
- 막딸 : 김두만의 처
- 김두한

## 배경
- 1부: 1897년 평사리의 한가위에서부터 시작된다. 평사리는 전형적인 농촌 마을로 지주인 최참판댁과 소작인들로 이루어져 있다.
- 2부: 간도 용정촌에서 대화재가 일어나는 것으로 시작된다.
- 3부: 3.1운동을 배경으로 하고 있다.
- 4부: 김길상의 출옥과 탱화의 완성, 기화(봉순이)의 죽음, 그리고 오가다 지로와 유인실의 사랑과 갈등을 그린다.
- 5부: 1940년대부터 1945년도까지의 이야기로서, 서희는 양현으로부터 일본의 항복 소식을 듣는다.

## 문학적 평가

### 긍정적 평가
- 한국문학개관에서의 평가 : <토지>는 봉건적 가족 제도와 신분질서의 해체, 서구문물의 수용과 식민지 지배의 과정, 간도 생활과 민족의 이동, 독립운동의 전개와 식민지 사회의 구조적 변화 등을 초점으로 개인의 운명과 역사의 조류가 서로 침투하는 웅대한 조망의 세계를 펼치고 있다. 개항기 이래 한국 사회의 풍속에 대한 풍성한 탐구, 각양각색의 인간상의 창출, 삶의 의미와 역사의 원동력에 대한 심오한 직관은 그 격변과 진통의 시대를 살아갈 한국인의 삶을 장엄한 파노라마로 육화시키는 데 공헌하고 있다.[2]

## 원작으로 한 작품
- 《토지》, 영화, 김수용 감독, 1974년 11월 23일 개봉
- 《토지》, 대하드라마, KBS TV, 1979년 11월 12일 ~ 1980년 12월 31일 방영
- 《토지》, 대하드라마, KBS 1TV, 1987년 10월 24일 ~ 1989년 8월 6일 방영
- 《토지》, 대하드라마, SBS TV, 2004년 11월 27일 ~ 2005년 5월 22일 방영
- 《토지》, 만화, 오세영 박명운 그림, 2015년 7월 완간
- 《토지》, 국악 뮤지컬